# Francisco Cabañas
Francisco Cabañas (n. 22 ianuarie 1912, Ciudad de México, Mexic – d. 26 ianuarie 2002, Ciudad de México, Mexic) a fost un boxer ce a reprezentat Mexic, medaliat olimpic. A participat la o ediție a Jocurilor Olimpice (1932) în care a câștigat o medalie de argint.

## Participări
Lista de mai jos prezintă principalele competiții la care a participat Francisco Cabañas de-a lungul carierei.
- boxing at the 1932 Summer Olympics – flyweight[*]